# Негодуйко, Кузьма Матвеевич
Кузьма Матвеевич Негодуйко (7 ноября 1922, Лебедин, Харьковская губерния — не ранее 1986) — советский хозяйственный, государственный и политический деятель.

## Биография
Родился в 1922 году в Лебедине Сумской области. Член КПСС.
Участник Великой Отечественной войны, командир огневого взвода, командир батареи 754-го гаубичного артиллерийского Кингиссепского Краснознамённого полка 38-й гаубичной артиллерийской Ленинградской ордена Кутузова 2-й степени бригады. С 1946 года — на хозяйственной, общественной и политической работе. В 1946—1986 гг. — инженерный работник в Ленинграде, директор Ленинградского завода «Электрик» имени Н. М. Шверника. 
За разработку и внедрение в народное хозяйство технологии и оборудования холодной сварки металлов был удостоен в составе коллектива Государственной премии в области науки и техники 1986 года.
Умер после 1986 года.